# Bomberman Fantasy Race
Bomberman Fantasy Race (ボンバーマン ファンタジーレース?) es un videojuego de carreras desarrollado por Graphis Research Inc., lanzado en 6 de agosto de 1998 en Japón para PlayStation por publicador Hudson Soft. Fue lanzado en 31 de marzo de 1999 en Norteamérica por Atlus y en julio de 2000 en Europa por Virgin Interactive. Es un Spin-off de la serie Bomberman.